# Karst
Karstlandskab er et landskab, hvor kalkstensunderlaget når frem til overfladen og bliver omformet af bl.a. det rindende vand. Floderne har ofte underjordiske løb. Sænkninger (doliner) bl.a. som følge af nedstyrtninger i underjordiske huler. Et sådant landskab findes mange steder i verden, bl.a. på Ölands Alvar og i landsdelen Karst i Slovenien (østlige del af Istrien, mellem Ljubljana og Trieste i Italien).  I Danmark er fx Nors Sø og Vandet Sø i Thy eksempler på såkaldte karstsøer.